# Madali Khan
Madali Khan o Muhammad Ali Khan fou kan de Kokand (1822 - 1841) germà i successor de Muhammad Umar Khan. Madali és una contracció de Muhammad Ali i és el nom amb què fou conegut.

## Biografia

### Ascens al poder
Al pujar al poder va enviar a l'exili a diversos parents entre els quals al seu germà Mahmud Sultan que se'n va anar a Xahrisabz, on es va casar amb la filla del governant. Després va gaudir del suport del kan de Bukharà Mir Nasr Allah Bahadur Khan que el va nomenar successivament governador d'Urmitan i de Khodjend.
Un conflicte entre Kokand i Bukharà que va escatar el 1825 va acabar de manera pacífica; no se'n coneixen les causes del cert si bé se suposa que fou degut al refugi que Bukharà va donar a Mahmud. Algun temps després no obstant els bukharians van conquerir Jizakh.

### Relacions amb els Khoja i la Xina
El 1826 Yahanghir Khoja, un descendent dels governants de Kaixgar, es va revoltar contra els xinesos però fou derrotat per aquests i va caure en mans dels quirguisos que el van entregar a Madali, que el va tenir controlat per un temps fins que va fugir altre cop amb els quirguisos i els va convèncer de fer la guerra a la Xina. Mentre, Madali va saber el tractament que s'havia donat als musulmans a la Xina, i també va marxar a Kashgària amb un exèrcit. Els kohoja van assegurar el domini de Kaixgar mentre Madali devastava la Tartària Xinesa i s'apoderava de Yarkand, Aksu i Hotan, victòries que li van donar el títol de "Ghazi". Però els Khoja van atacar als kokandis i els van derrotar i com que els xinesos avançaven amb força, Madali es va retirar. Yahangir fou capturat pels xinesos i fou enviat a Pequín on fou executat. Xina va enviar una ambaixada a Kokand per negociar la pau, que fou acordada de manera que el kan tindria un delegat a Kashgària per vigilar la llibertat religiosa dels musulmans, i va obtenir una part dels drets de trànsit; pel seu costat es va obligar a controlar als quirguisos i a ajudar els xinesos en mantenir l'orde a la Tartària Xinesa.
L'historiador Mirza Shams, que el 1828-1829 vivia a Kokand, explica que en aquest temps Yusuf Khoja, el germà de Yahangir Khoja, que també vivia allí, va demanar permís al kan per tractar de reconquerir la seva pàtria i millorar la sort dels musulmans; el kan li va concedir robes reials i un contingent de 25.000 homes i ell mateix el va acompanyar fins a Ush. Vint dies després de sortir d'Ush, aquesta força va començar a atacar una de les posicions xineses frontereres, que tenia una guarnició de 150 homes, i que va presentar forta resistència. Quan ja desesperaven de tenir èxit, els xinesos, que estaven en situació desesperada, van fer volar el polvorí i els que no van morir per l'explosió, es van suïcidar. Només 14 foren trobats vius i foren enviats a Kokand.
La força kokandi va seguir avançant i més lluny van trobar una altra fortalesa xinesa aquesta amb 500 homes de guarnició a més de forces que cobrien les muntanyes properes (més de set mil homes, potser 13.000); després d'una forta batalla els kokandis van obtenir la victòria i molts dels xinesos van resultar mort i altres es van suïcidar; no van assaltar la fortalesa i van seguir endavant en direcció a Mushi i Liangar, a deu verstes (uns 11 km) de Kaixgar. La lluita es va desenvolupar entre els Khojas Negres, partidaris del xinesos, i els Khojas Blancs, seguidors de Yusuf. Aquest va entrar a Kaixgar. Ishaq Beg, de la facció dels Negres es va retirar amb els seus partidaris cap a una fortalesa xinesa anomenada Gul Bagh, que tenia una guarnició de 1.300 soldats i fou assetjada pels Blancs mentre Yusuf anava a Tanghi Hissar a més de 150 km, i després a Yarkand, mentre deixava com a lloctinent a Kaixgar al seu fill (sota custòdia de Mirza Shams). Al cap de quatre mesos van arribar notícies que el xinesos havien enviat un fot exèrcit de milers d'homes i havien arribat ja a Faizabad. Mirza Shams va carregar tot allò valuós i va sortir de Kaixgar però la caravana fou assaltada pels Khojas Negres; els kokandis es van retirar seguits pels partidaris de la facció Blanca que uns diuen que eren uns 12.000 i altres que cinquanta o seixanta mil. Una llarga columna d'emigrants a peu o a cavall, homes, dones i nens, va començar el camí; era hivern i molts van morir per les penalitats. El mateix Yusuf que va haver de retirar-se igualment, i va morir a Kokand cinc mesos després. Els fugitius de Kaixgar foren establerts a Shehri Khana, fundada per Muhammad Umar Khan, a la vora del Sirdarià, sota de Khodjend.
El 1831 es va signar un tractat de pau a Pequín entre Kokand i Xina, pel qual el kan rebria els drets de les exportacions estrangeres a Aksu, Ush Turfan, Kaixgar, Yanghi Hissar, Yarkand i Hotan, i podria mantenir aksakals en totes aquestes ciutats per recaptar els drets i protegir els musulmans, però havia d'impedir als Khoja sortir dels seus dominis i castigar-los si ho feien. La influència de Kokand a Kashgària es va incrementar. També es va incrementar en aquest temps el comerç amb Rússia.

### Relacions amb Rússia
En aquest temps un gran nombre de kazakhs especialment de la Gran Horda Kazakh, estaven subjectes a Kokand, i els límits del seu domini eren incerts de manera que alguns territoris eren reclamats per Rússia i Kokand. vers 1827 o 1828 es van enviar delegats des d'Orenburg per establir els límits; portaven regals pel kan entre els quals un mirall de gran mesura, objectes musicals, i pistoles; es va acordar que el riu Kuk Su seria el límit entre els dos estats, sent al nord d'aquest riu el territori rus i al sud el kokandi. Torres de vigilància es van construir a la frontera però els russos no van tardar a construir algun fort al sud del riu; el kan va enviar una ambaixada a Sant Petersburg amb un elefant i alguns esclaus xinesos com a regal per l'emperador, per tractar del conflicte que es devia arranjar.

### Relacions amb Anglaterra
Madali Khan va conquerir Karategin, i va obligar a Kulab, Darwaz i Shighnan a reconèixer la seva autoritat. A la segona meitat de la dècada del trenta la rivalitat entre Rússia i Anglaterra a l'Àsia central estava al seu punt alt i els dos es disputaven el suport dels kanats uzbeks. Quan el coronel Stoddart fou enviat a Bukharà (1838) el capità Arthur Connolly fou enviat en missió a Khiva i d'allí va anar també a Kokand explorant la ruta entre els dos kanats que passava per Altun Kaleh, Ak Musjid i Achkian, que es feia en sis setmanes. Va arribar a Kokand on va obtenir el favor del kan mercès a valuosos regals, com armes molt treballades i xals de Caixmir que va repartir per a ell i la seva cort. Anava acompanyat de vuit servidors i una gran quantitat d'equipatge i va afavorir amb els seus regals a tots els notables amb els que es va topar i als oficials de govern, d'alt o baix rang. Això li va crear molts partidaris. Sembla que en aquest temps l'enfrontament entre Kokand i Bukharà s'havia reproduït. Acusant al kan d'haver construït el 1839 el fort de Pishagar massa proper a la frontera de Bukharà, l'emir de Bukharà va exigir el seu desmantellament i quan això fou refusat va enviar les seves tropes que van assetjar el fort. El kan de Khokand es va aliar al beglerbegi de Khodjend i va anar a enfrontar a l'emir, però les forces d'aquest van fer una sortida des d'un dels seus forts i van intimidar als atacants que es van retirar. Els 300 sarbasis de l'exèrcit de l'emir (infanteria professional) i els canons van aconseguir fàcilment la rendició de Pishagar (agost del 1840).
Mir Nasr Allah Bahadur Khan va atribuir el conflicte a la influència de Connolly. Aquest fou convidat a Bukharà per Stoddart i va decidir anar-hi tot i les advertències dels kokandis que no ho fes. L'emir el va rebre de manera freda a Jizakh i allí va estar present a les negociacions entre els dos estats que va acabar d'establir la pau (1840); després es va dirigir a Bukharà i es va reunir amb Stoddart.

### Conflictes interns i declivi
Després de la guerra amb Bukharà, Madali Khan va esdevenir un cínic i la seva vida es va desorganitzar. Es diu que fou a causa del remordiment per l'execució d'Hak Kuli, que havia estat el seu conseller. La debilitat al capdavant de l'estat va afavorir el sorgiment d'una conspiració dirigida pel kushbegi Leshker (o Lesker) de Taixkent, el kazi kalian, el comandant en cap Isa Khoja i altres, que van decidir enderrocar a Madali i portar al poder a Shir Ali Khan, fill d'Alim Khan, o a Murad Biy, el fill de Narbuta Khan; el primer havia viscut molts anys entre els quiptxaqs i el segon a Khivà (on la seva filla s'havia casat amb Allah Kuli Khan (o Allah Quli Bahadur 1825–1842). Els conspiradors van demanar suport a l'emir Mir Nasr Allah Bahadur Khan de Bukharà, que estava ben disposat a intervenir.
Amb els sarbasis i l'exèrcit l'emir de Bukharà va avançar altre cop contra Khokand i va ocupar Yom el 21 de setembre de 1841; un oncle seu, que s'havia refugiar a Khokand i era governador de Yom, fou executat. Després va marxar a Zamin, que es va rendir el dia 27 de setembre. El principat d'Ura Tepe o Ura-tübe fou disputat tradicionalment entre Bukharà i Khokand; ara el va ocupar i el 8 d'octubre entrava com a conqueridor a Khodjend. A l'arribar a Mahramhe va rebre una oferta de pau del kan de Khokand que li cedia Ura Tepe, i estava disposat a pagar una forta quantitat i a reconèixer-lo com a senyor posant el seu nom a les monedes i a la khutba. Nasr Allah o Nasrullah va acceptar la proposta. Sultan Mahmud, germà i rival Madali Khan, fou nomenat governador de Khodjend i els bukharians van tornar a casa.
Els dos germans khokandis, Mahmud i Madali, es van reconciliar i van recuperar tot el territori ocupat pels bukharians. Els conspiradors van insistir en la necessitat d'enderrocar a Madali i van requerir l'ajut bukharià. En revenja Nasrullah va tornar a entrar en campanya el 2 d'abril de 1842, sortint amb 15.000 soldats (o 18.000 segons algunes fonts); Khodjend va caure ràpidament i les forces bukharianes es van dirigir cap a Khokand. Van acampar a uns 25 km de la ciutat. Madali va enviar el seu fill Muhammad Amin, al kushbegi Leshker i al kazi kalian, oferint termes honorables de rendició, que incloïen reconèixer la sobirania de Bukharà i posar el nom del seu emir a les monedes i a la khutba; dos dels enviats foren retornats però el kushbegi fou retingut i una vegada va poder parlar lliurement va informar a l'emir que la rendició de Kokand estava ja preparada pels principals notables que participaven en la conspiració. Llavors l'emir va cridar a la seva presència al kan. Aquest va demanar als seus consellers que l'acompanyessin però es va trobar sol. Llavors es va adonar que havia esdevingut molt impopular i no tenia gairebé cap suport. Va agafar diners i amb un miler d'homes va marxar a Namangan. Els notables van cridar llavors a Mir Nasr Allah Bahadur Khan, que va decidir que convenia més ser temut que no estimat i va ordenar saquejar la ciutat durant quatre hores; fins i tot els mul·làs van perdre els seus llibres i les dones i criatures van ser objecte de violacions i altres ultratges. L'endemà la propietat saquejada fou revenuda als propis ciutadans excepte l'or, plata i joies que van passar al tresor de l'emir. Llavors aquest va ordenar perseguir al kan.

### Execució
Aquest havia arribat a Marghilan i progressivament fou abandonat per tot el seu seguici i només li van quedar tres homes. Va decidir llavors tornar a Kokand i sotmetre's a la misericòrdia del vencedor. Fou capturat junt amb la seva mare, les esposes, fills i un germà, i enviats amb l'harem a Bukharà. Allí es va tenir un gran consell on el kan va informar que havia envaït Kokand per matar el kan i posar al seu propi governador en el seu lloc; els notables kokandis que havien conspirat es van adonar llavors de l'error que havien comès però ja no tenia marxa enrere. El kushbegi Leshker, el kazi kalian i el vell noble Erdineh van protestar i van insistir que Kokand volia ser vassalla de Bukharà i no una província i li demanaven que nomenés un kan de la família de Narbuta Khan; aquesta dissidència fou mal acceptada per l'emir que va fer actuar al seu kazi kalian de Bukharà, que va acusar Madali de criminal per haver comès incest en casar-se amb la seva sogre, la vídua de Muhammad Umar Khan i, per tant, mereixia la mort junt amb la seva família. Nasrullah naturalment va acceptar aquesta posició i el kan fou executat deu dies després, junt al seu germà, la mare i el fill gran Muhammad Ami; un segon fill, Muzaffar, fou executat poc després; un tercer fill, possiblement pòstum, de nom Ashul, a fou executat molt de temps després, el 1866 o 1867 en aquest cas per orde de Muhammad Khudayar Khan de Kokand.
Com a governador de Kokand es va nomenar Ibrahim Biy de Merv (Ibrahim Datkha), abans governador de Samarcanda, amb dos mil homes (sis-cents en un altre relat). Dos-cents cinquanta dels principals notables kokandis foren arrestats i enviats a Bukharà com a ostatges. Però al cap de dos o tres mesos va esclatar una revolta popular a la ciutat que va expulsar els bukharians i va portar al tron a Shir Ali Khan.